# Vastagcsőrű zöldgalamb
A vastagcsőrű zöldgalamb (Treron capellei) a madarak osztályának galambalakúak (Columbiformes) rendjéhez és a galambfélék (Columbidae) családjához tartozó faj.
A magyar név forrással nincs megerősítve.

## Alfajai
- Treron capellei magnirostris
- Treron capellei capellei

## Előfordulása
Bruneiben, Indonéziában, Malajziában, Mianmarban és Thaiföldön honos. Trópusi és szubtrópusi erdők lakója. Élőhelyének pusztítása miatt veszélyeztetetté vált.